# Хайнрих III фон Геролдсек
Хайнрих III фон Геролдсек (на немски: Heinrich III von Geroldseck; * пр. 1334; † 1376/1378) е господар на господството Хоенгеролдсек и Тюбинген.

## Произход
Той е син на Валтер V фон Геролдсек († 1362), господар на Хоенгеролдсек и Тюбинген, и първата му съпруга графиня Анна фон Фюрстенберг († 1345), дъщеря на граф Егон фон Фюрстенберг († 1324), ландграф в Баар, и Верена фон Хахберг († сл. 1322).

## Фамилия
Първи брак: с Катарина фон Хорбург († сл. 1336), дъщеря на Буркард II фон Хорбург († 1332) и Луция фон Раполтщайн († 1334). Те имат три деца:
- Хензелин († сл. 1364)
- Агнес (* пр. 1365; † сл. 1404), омъжена за маркграф Хесо фон Баден-Хахберг († 1410)
- Анна († сл. 1374)

Втори брак: сл. 1336 г. с Анна фон Оксенщайн († сл. 29 януари 1407), дъщеря на Ото V фон Оксенщайн († 1327) и Херцеланде фон Пфирт († 1317). Те имат децата:
- Валтер VIII († ок. 1432), женен пр. 1 октомври 1394 г. за Елизабет фон Лихтенберг († сл. 1427), дъщеря на Конрад II фон Лихтенберг († 1390) и Йохана фон Бламонт († сл. 1422)
- Агнес, омъжена за Егелолф фон Фалкенщайн († сл. 1391)